# Termograf

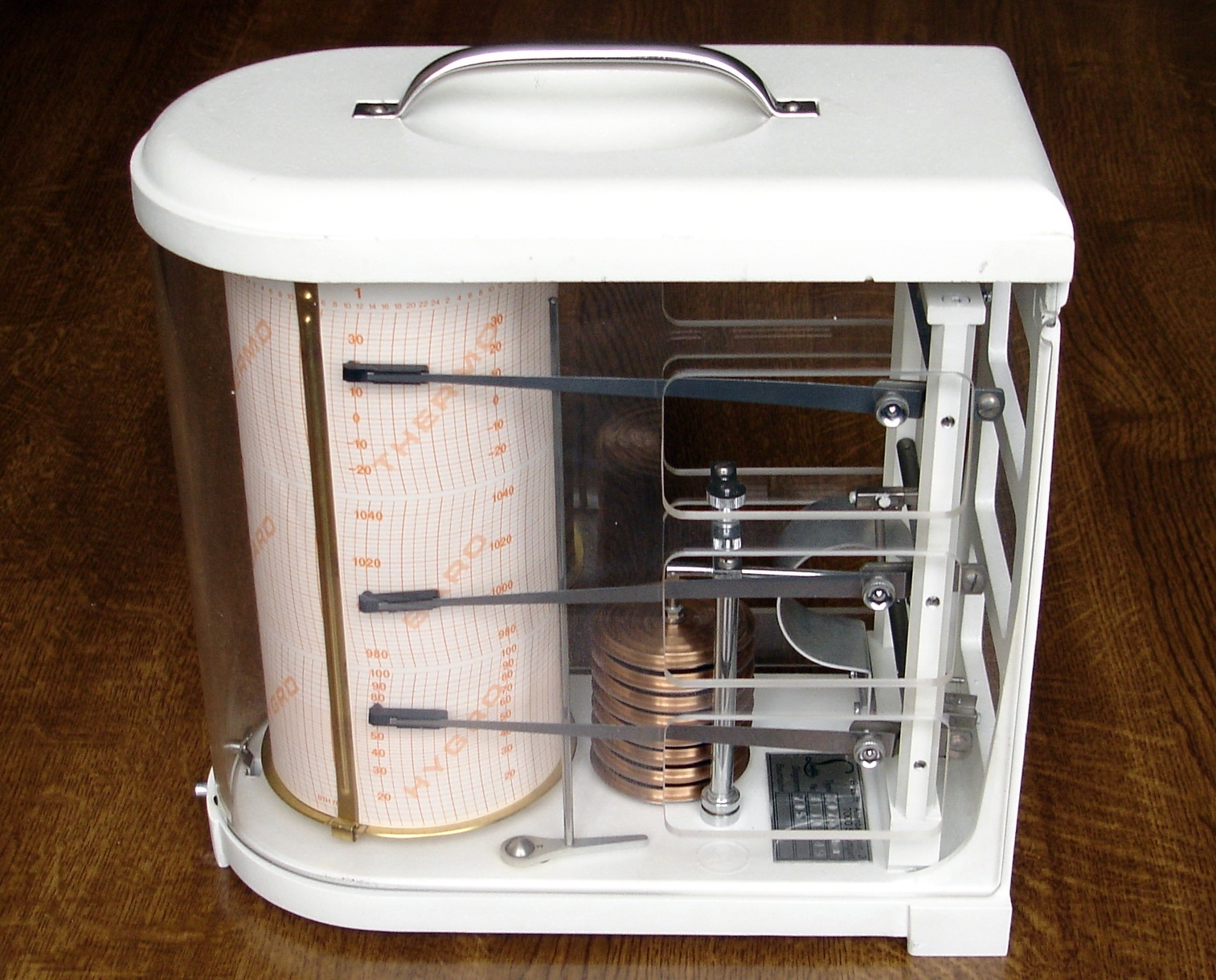
Baro- termo- hydro- graf

Termograf – przyrząd mierzący temperaturę i rejestrujący jej przebieg w funkcji czasu.
Elementem reagującym na zmiany temperatury jest najczęściej czujnik deformacyjny, zmieniający swój kształt w funkcji zmian temperatury (np. rożek manometryczny wypełniony cieczą rozszerzalną lub element bimetaliczny).
Zastosowanie tak mało czułych i mających dużą bezwładność cieplną elementów pomiarowych wynika z potrzeby uzyskania dość dużych sił, które zdolne będą pokonać opory tarcia w przekładni, przenoszącej ruch czujnika deformacyjnego na wskazówkę zakończoną pisakiem i tarcia pisaka o papier (termogram).
Ważnym elementem termografu jest bęben, wewnątrz którego znajduje się mechanizm zegarowy, obracający bęben ruchem jednostajnym. Mechanizmy zegarowe mają napęd sprężynowy lub elektryczny. Na bęben naciągnięty jest termogram, będący paskiem papieru z wydrukowaną skalą czasową i skalą temperatury. Wskazówka, przenosząca ruchy czujnika temperatury zakończona jest pisakiem, który kreśli na termogramie linię, odpowiadającą ciągłemu zapisowi temperatury powietrza.
Najczęściej stosowany jest termograf tygodniowy, w którym pełny obrót bębna trwa 168 godzin. Dokładność wskazań termografu jest o rząd wielkości niższa niż termometru stacyjnego, w dobrym termografie realna dokładność odczytu temperatury wynosi około 1 °C, dokładność odczytu czasu z reguły jest mniejsza od 15 minut.